# 八岳連峰
八岳連峰（日语：或表記為）是位於日本本州，橫跨長野縣與山梨縣交界的一條火山山脈。這條山脈由兩個火山群組成，分別是北八岳和南八岳。北八岳與八岳具有不同的地貌特徵：北八岳的山勢較為平緩且海拔較低，而南八岳則地形陡峭，呈現出更為高山的特徵。
南八岳範圍從夏澤峠延伸至山脈的南端，而北八岳則從北横岳延伸至北端，蓼科山也屬於此山脈的一部分。這些山脈是八岳中信高原國定公園的組成部分。

## 地質
八岳連峰由歷經數千年反覆火山噴發所形成的古老侵蝕型混合火山構成。最近一次的火山噴發發生在大約600至800年前，位於北八岳的橫岳，這也是目前唯一仍被認為具備活動性的火山。其他火山則已經完全熄滅。八岳火山主要由輝石安山岩構成，並且鄰近著名的地質構造中央地塹帶。

## 主要的山・峠

### 北八岳
- 箕冠山（2,590m）
- 根石岳（日语：根石岳）（2,603m）
- 天狗岳（日语：天狗岳）（2,646m）
- 中山（2,496m）
- 丸山（2,330m）
- 茶臼山（日语：茶臼山_(八ヶ岳)）（2,384m）
- 縞枯山（日语：縞枯山）（2,403m）
- 雨池山 (2,325m)
- 三ツ岳 (2,360m)
- 北橫岳（日语：北横岳）（橫岳） (2,480m）
- 大岳（日语：大嶽）（2,381m）
- 雙子山（2,224m）
- 蓼科山（2,530m）
- 八子峰（1,833m）

### 南八岳
- 編笠山（日语：編笠山）（2,524m）
- 西岳（2,398m）
- 權現岳（日语：権現岳_(八ヶ岳)）（2,715m）
- 赤岳（2,899m） - 最高峰
- 中岳（2,700m）
- 阿彌陀岳（日语：阿弥陀岳）（2,805m）
- 橫岳（日语：横岳_(八ヶ岳)）（2,829m）
- 硫黃岳（日语：硫黄岳_(八ヶ岳)）（2,760m）
- 峰之松目（日语：峰の松目）（2,567m）

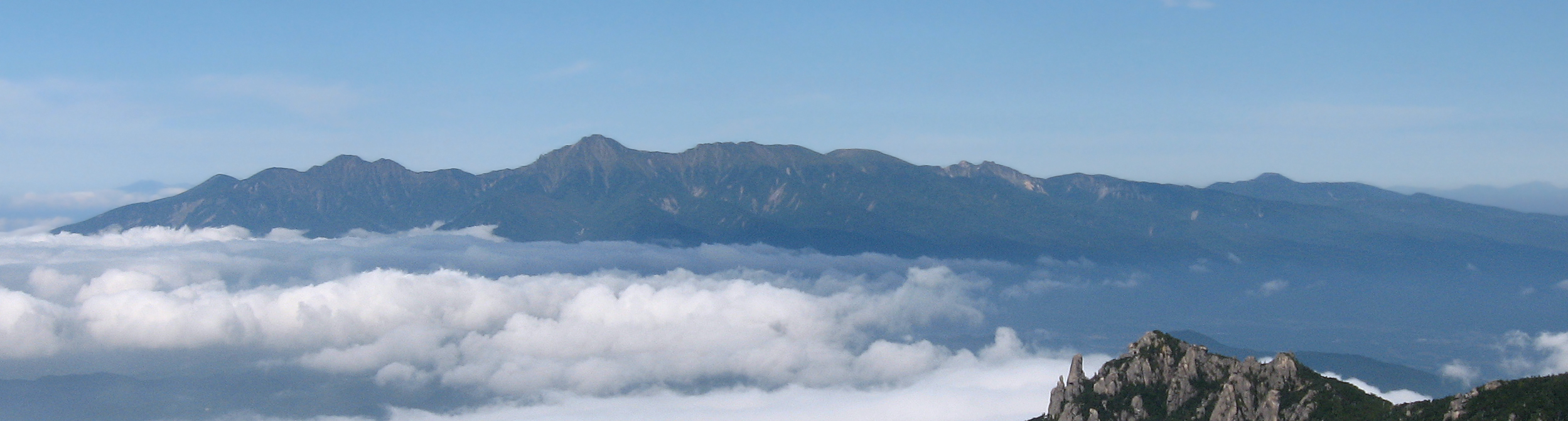
從奥秩父山塊、金峰山遙望的八岳連峰。

## 生態
八岳的落葉闊葉林分布在海拔800至1700公尺之間。再往上則是亞高山帶，最高可達2500公尺。在這個亞高山帶中，主要分布著西伯利亞偃松。在西岳部分1700公尺以下的區域，生長著一種稀有的雲杉——八岳唐檜。
岩雷鸟也棲息於此，但因西伯利亞矮松棲地減少及赤狐擴散而面臨生存威脅。赤狐的擴散部分是由人類在山區遺留垃圾所導致。此外，亞高山帶還生長著維氏冷杉和馬里斯冷杉。

## 圖庫

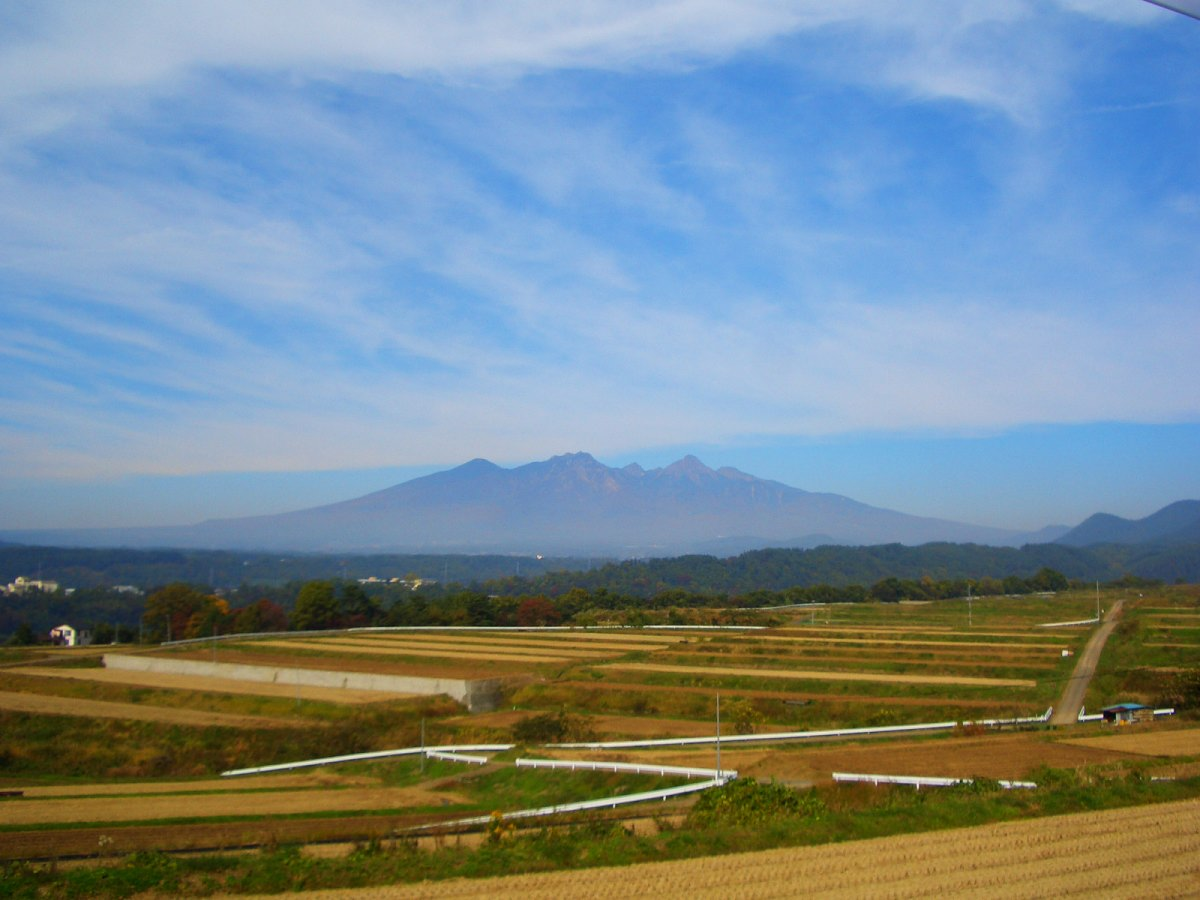
從東南方向看南八岳群
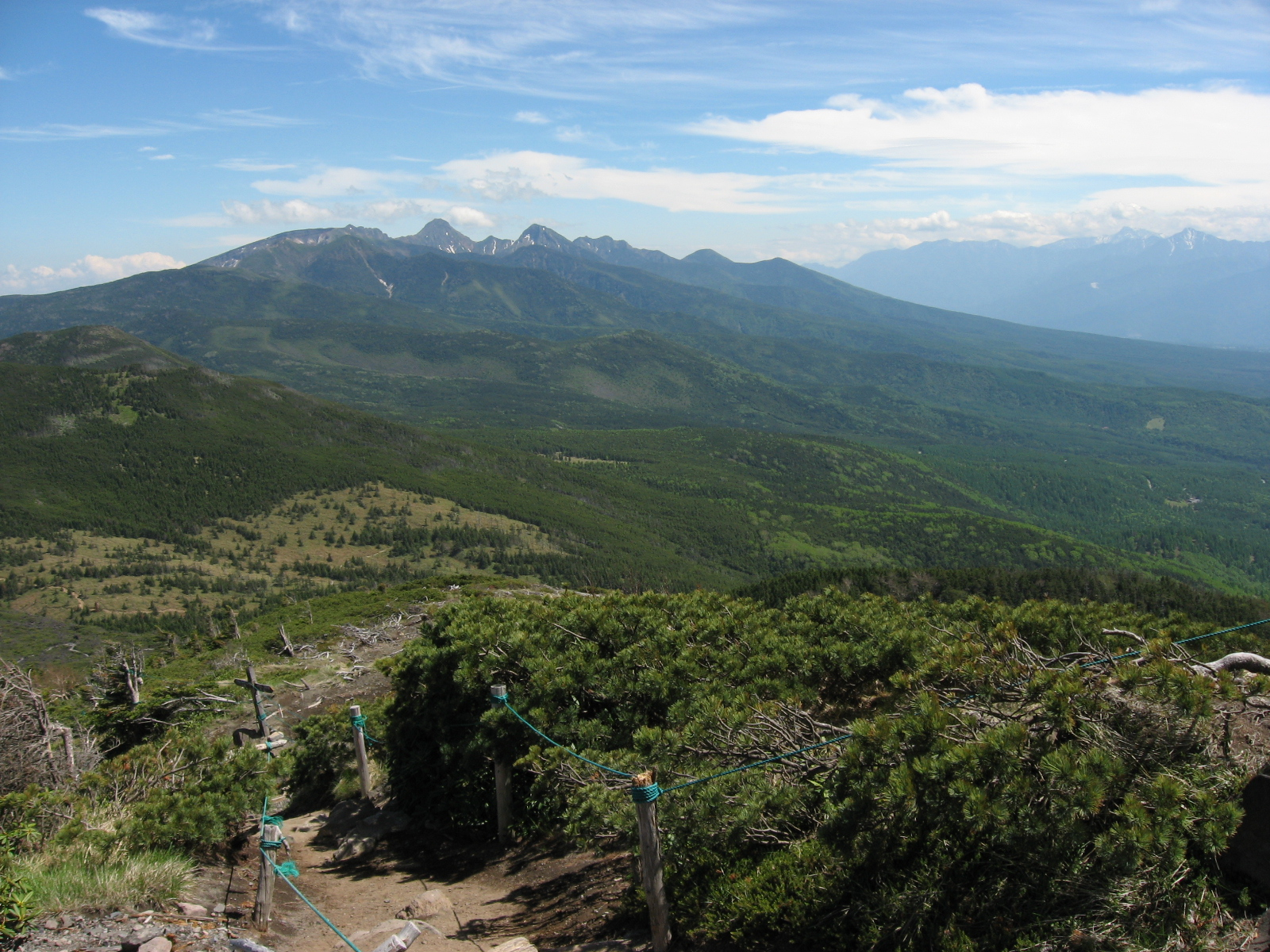
從西北偏北方遙望南八岳
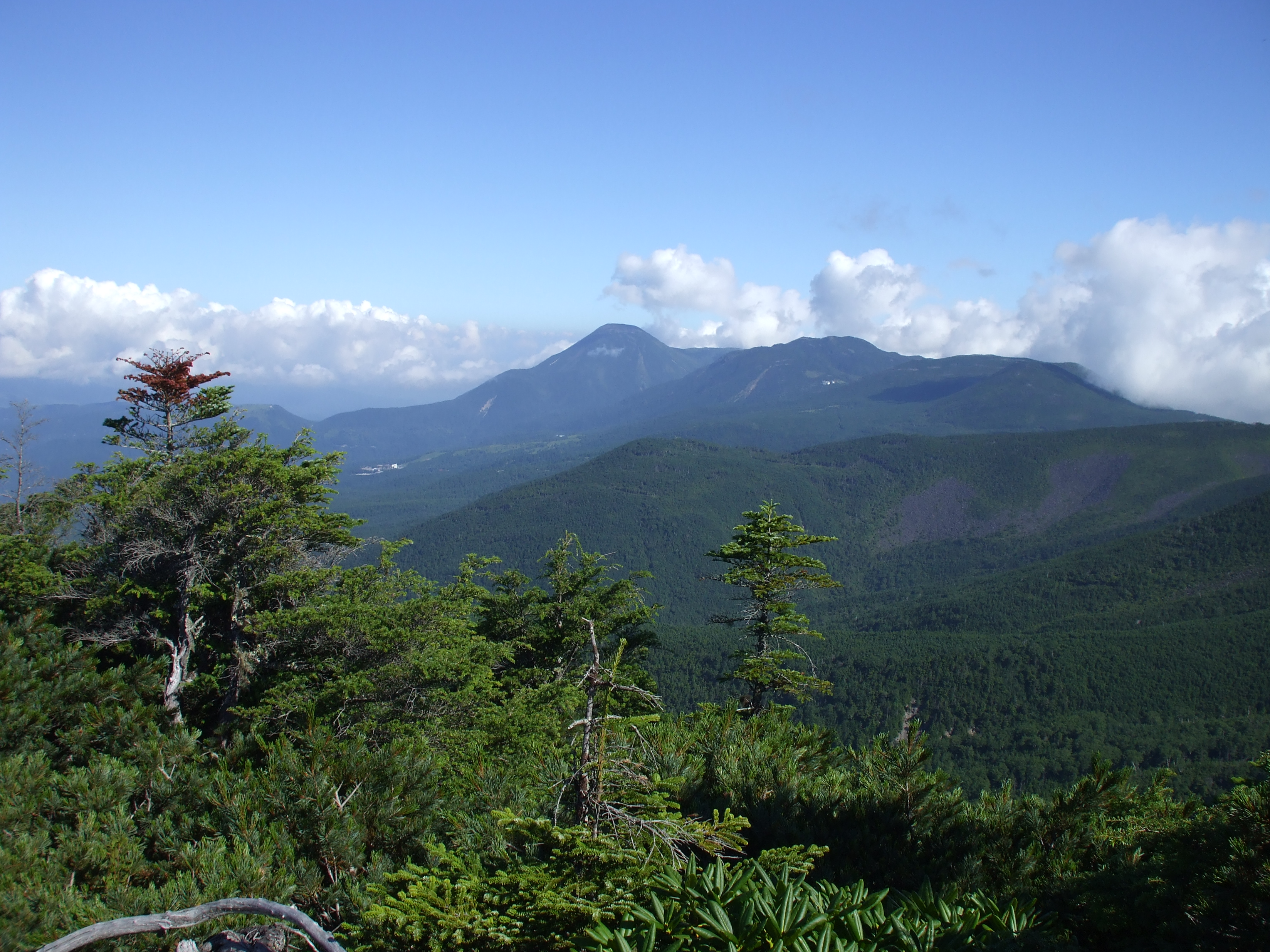
從南側看北八岳群
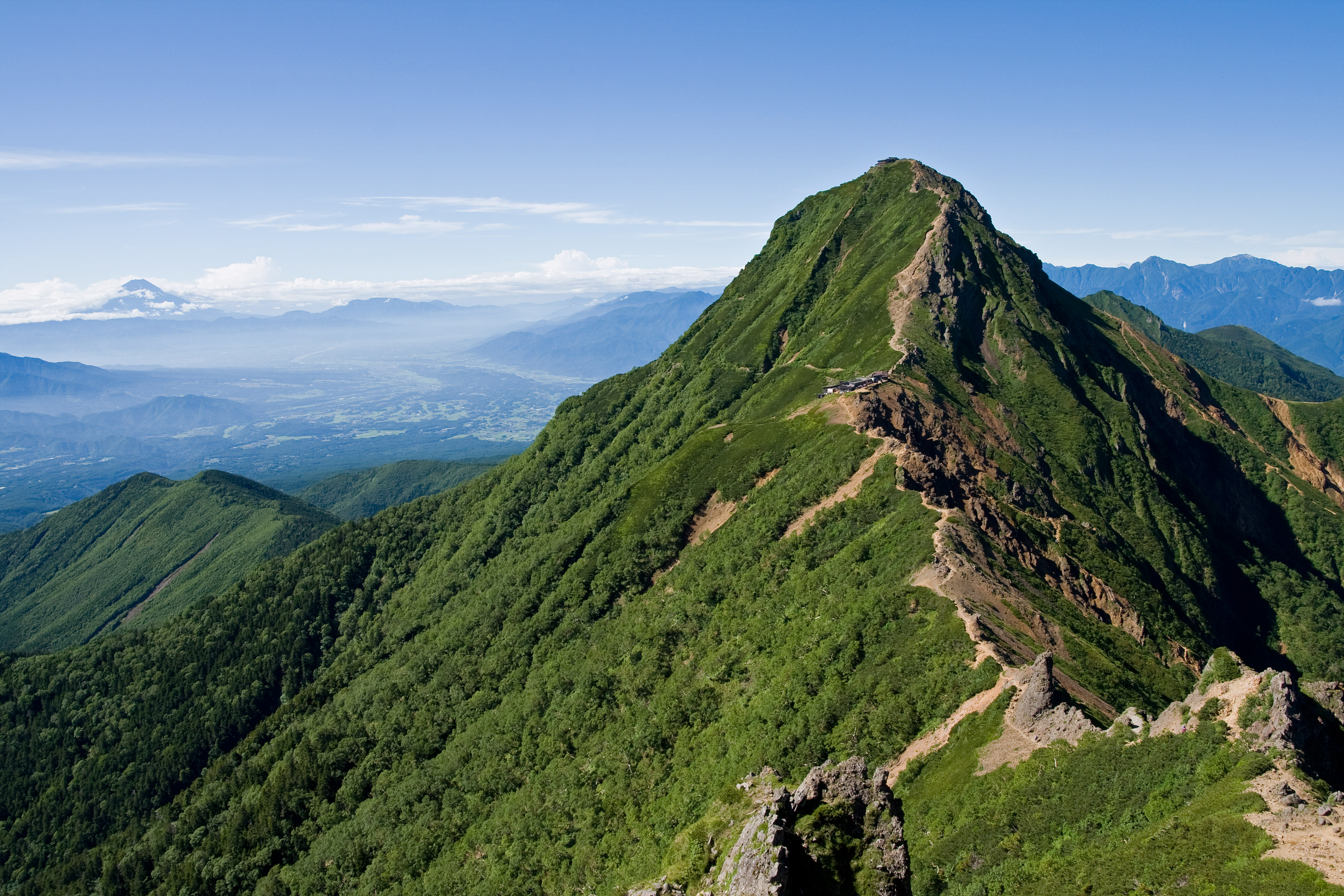
赤岳
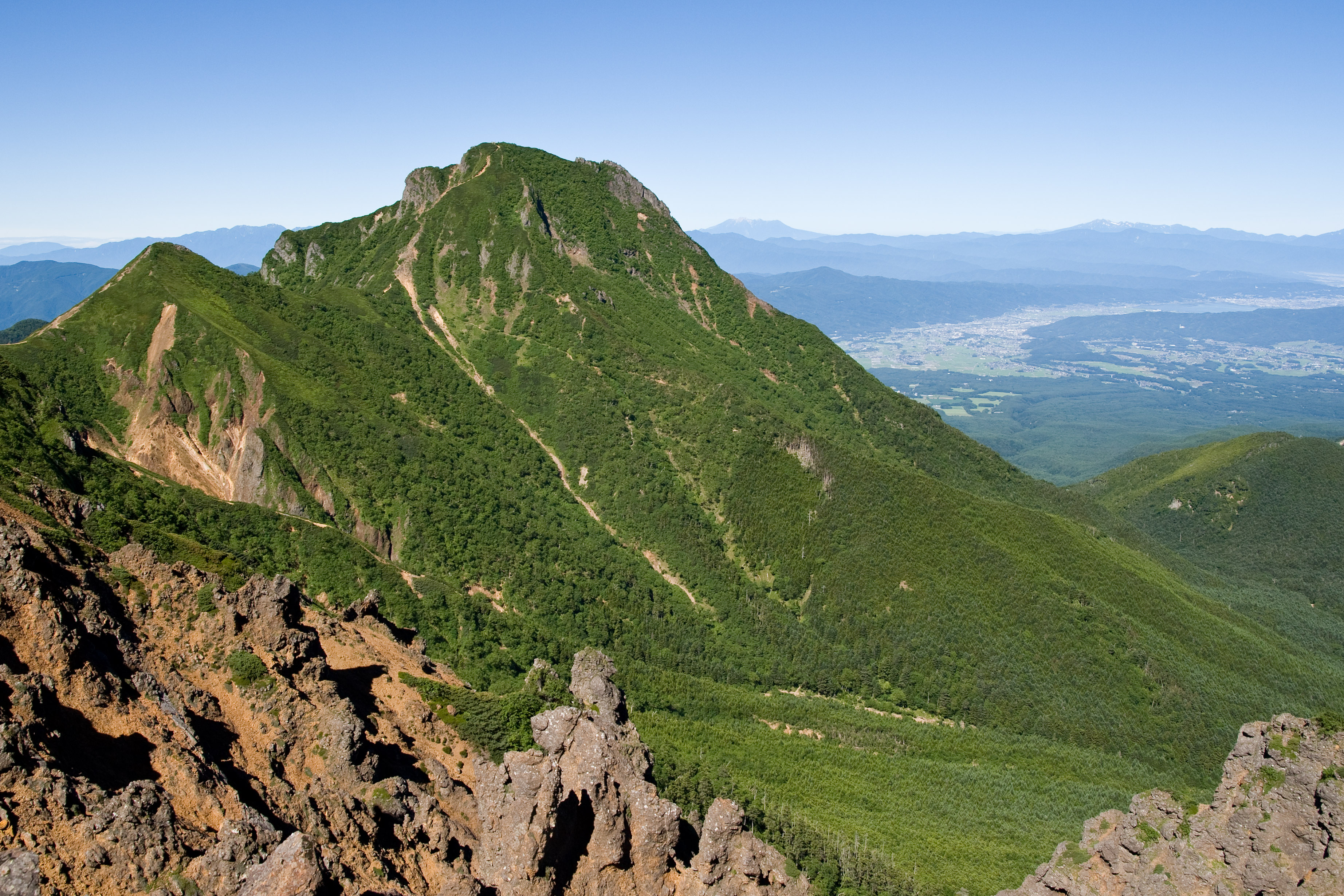
阿彌陀山
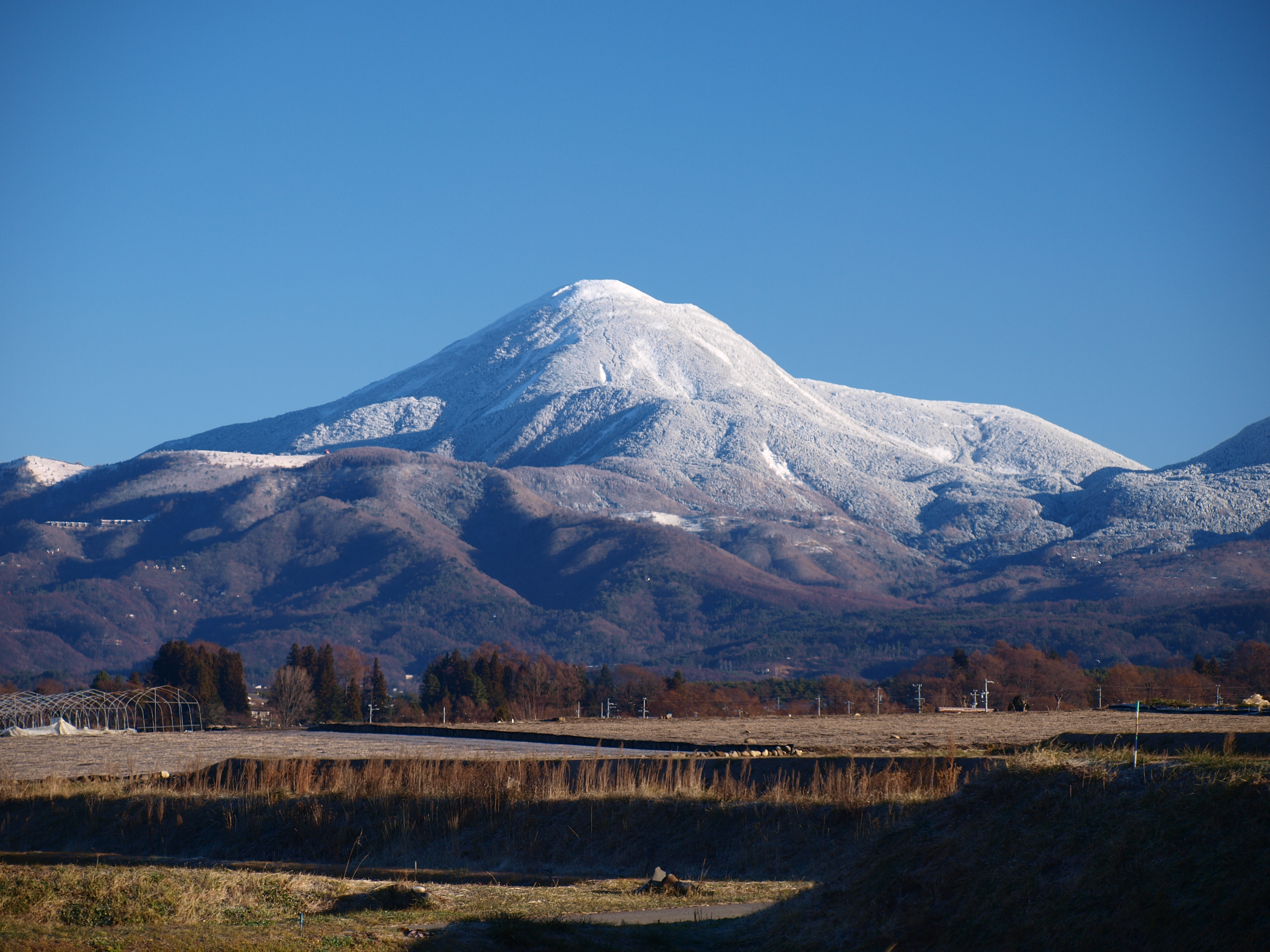
蓼科山
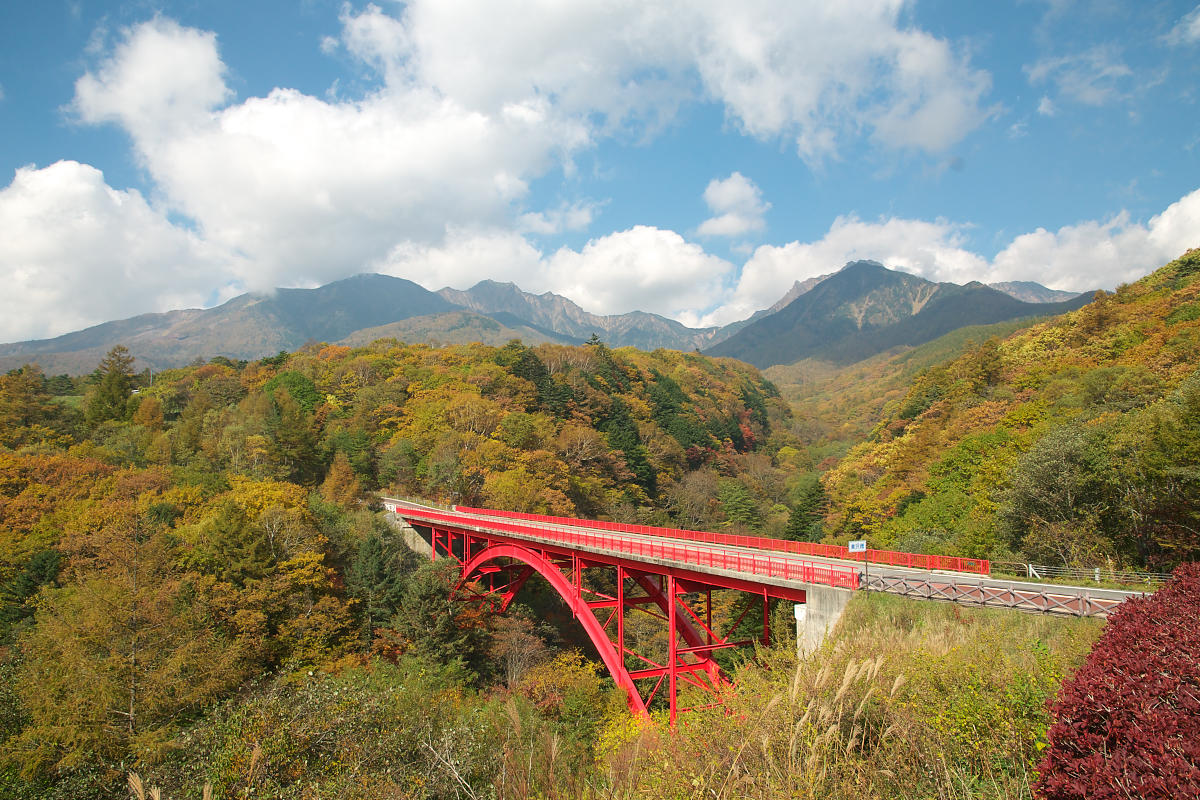
八岳與山梨縣北斗市東澤橋

## 關連項目
- 八岳中信高原國定公園
- 中央地溝帶
- 日本地質百選
- 日本百名山
- 鄉土富士

## 外部連結
- 北八岳 - 日本地質調查局
- 八岳 （页面存档备份，存于） - 日本地質調查局
- . 全球火山作用计划. 史密森尼学会.
- 長野縣警察山岳情報

35°58′15″N 138°22′12″E / 35.9708°N 138.3700°E